# Bailes y danzas populares
Bailes y danzas populares es el nombre de una serie filatélica emitida por la Sociedad Estatal Correos y Telégrafos de España entre los años 2008 y 2009, dedicada a los principales bailes y danzas populares españoles. En total fueron puestos en circulación 14 sellos en 7 fechas de emisión diferentes.

## Descripción
| Fecha de emisión | Nombre del sello (descripción)                                                                                               | Dimensiones (mm)            | Valor facial (en €) |
| ---------------- | --- | --------------------------- | ------------------- |
| 07.11.2008       | 1) El baile flamenco | 28,8 × 49,8 (120 × 76)      | 0,60                |
| 07.11.2008       | 2) El baile irlandés (Irish dance)                                                                                           | 28,8 × 49,8 (120 × 76)      | 0,78                |
| 27.04.2009       | 1) Las sevillanas | 28,8 × 40,9 (105,6 × 79,2)  | 0,43                |
| 27.04.2009       | 2) La isa, un baile regional de las Canarias                                                                                 | 49,8 × 33,2 (105,6 × 79,2)  | 0,43                |
| 14.05.2009       | 1) El bolero, baile castellano extendido por toda España y por toda la cuenca del Caribe; el sello ilustra un bolero goyesco | 49,8 × 33,2                 | 0,43                |
| 14.05.2009       | 2) La mateixa, baile popular de las Baleares                                                                                 | 49,8 × 33,2                 | 0,43                |
| 04.06.2009       | 1) El aurresku, danza tradicional vasca                                                                                      | 28,8 × 74,7                 | 0,43                |
| 04.06.2009       | 2) La rueda, baile característico de la zona castellano-leonesa                                                              | 74,7 × 28,8                 | 0,43                |
| 22.07.2009       | 1) La muñeira, danza típica de Galicia                                                                                       | 33,2 × 49,8                 | 0,43                |
| 22.07.2009       | 2) El fandango, baile popular español, muy común en toda Andalucía                                                           | 33,2 × 49,8                 | 0,43                |
| 14.09.2009       | 1) El candil, baile típico de Extremadura                                                                                    | 33,2 × 49,8                 | 0,43                |
| 14.09.2009       | 2) Las seguidillas, danza típica manchega                                                                                    | 33,2 × 49,8                 | 0,43                |
| 15.10.2009       | 1) La sardana, danza típica catalana                                                                                         | 49,8 × 33,2                 | 0,43                |
| 15.10.2009       | 2) La jota, danza popular extendida en gran parte del territorio español                                                     | 28,8 × 40,9 (105, 6 × 79,2) | 0,43                |